# Bäve landskommun
Bäve landskommun var en tidigare kommun i dåvarande Göteborgs och Bohus län.

## Administrativ historik
När 1862 års kommunalförordningar trädde i kraft inrättades över hela landet 2 500 kommuner.
I Bäve socken i Lane härad i Bohuslän inrättades då denna landskommun.
År 1945 inkorporerades den i Uddevalla stad som 1971 ombildades till Uddevalla kommun.
Samtidigt införlivades Bäve församling med Uddevalla församling. Därifrån bröts en ny Bäve församling ut år 1974.

## Politik

### Mandatfördelning i valen 1938-1942
| 10 | 5 | 5 |

| 20 |

| 11 | 4 | 5 |

| 20 |